# Entoloma brassicolens
Entoloma brassicolens är en svampart som först beskrevs av D.A. Reid, och fick sitt nu gällande namn av Machiel Evert ("Chiel") Noordeloos 1981. Entoloma brassicolens ingår i släktet Entoloma och familjen Entolomataceae.   Inga underarter finns listade i Catalogue of Life.